# Goniomètre

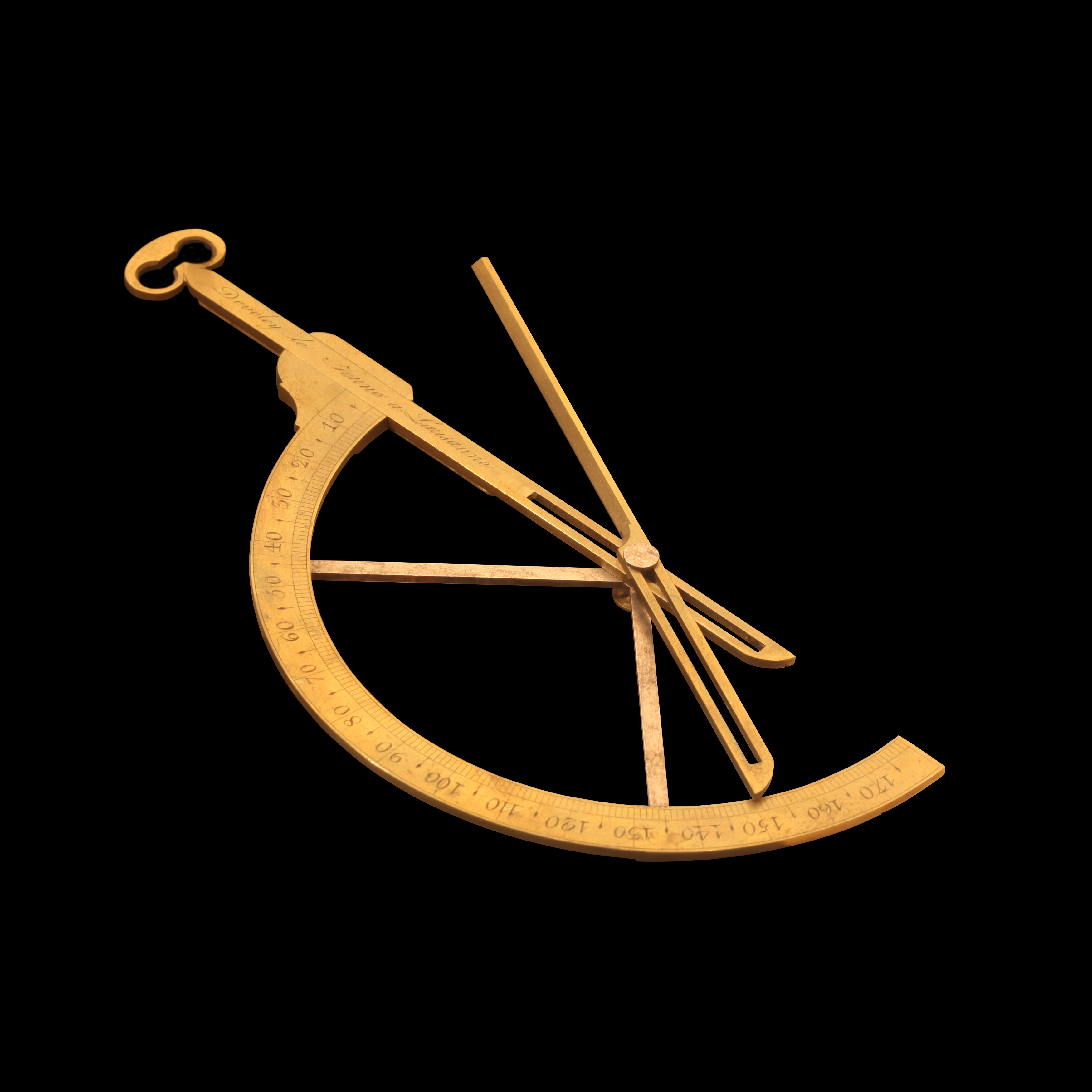
Goniomètre fabriqué par Develey le Jeune vers la fin du XVIIIe siècle

Un goniomètre est un appareil ou un capteur servant à mesurer les angles.

## Historique
Le goniomètre a été inventé vers 1780 par le minéralogiste français Arnould Carangeot (1742-1806).

## En optique

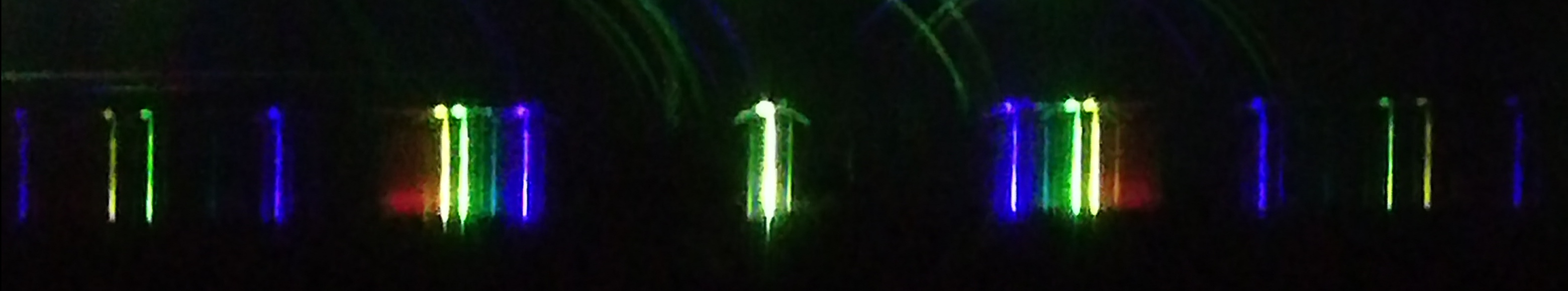
Raies spectrales du mercure à travers un réseau de diffraction, observées dans un goniomètre optique.

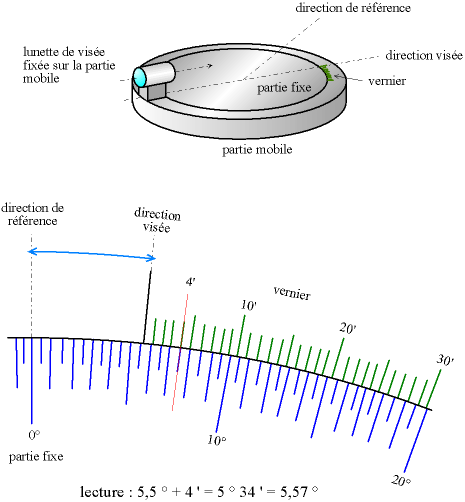
Goniomètre d'optique muni d'un vernier.

En optique, le goniomètre est utilisé pour déterminer la déviation d'un rayon lumineux par un dispositif optique (par exemple un prisme ou un réseau de diffraction).
Le goniomètre comporte une partie fixe, sur laquelle est montée une partie mobile portant une lunette de visée. On peut avoir deux configurations :
- la partie fixe est liée au référentiel du laboratoire (au sol), la partie mobile pointant dans la direction dont on veut déterminer l'angle avec l'axe de référence ;
- la partie fixe est liée au référentiel de l'objet observé (par exemple il est placé dans un véhicule), la partie mobile pointe vers la direction de référence.

Le goniomètre comporte en général une règle graduée en degrés, le rapporteur, et éventuellement un vernier pour améliorer la précision.

## Utilisation en diffractométrie X
En radiocristallographie, le goniomètre est la partie du diffractomètre qui sert à déterminer les angles. Les mouvements sont motorisés.
Dans la majeure partie des cas, les angles sont déterminés par les ordres donnés aux moteurs (moteurs pas à pas) : lors de l'initialisation, l'appareil établit son zéro (par rapport à un point de référence, par exemple une encoche sur le goniomètre) ; l'angle correspondant au zéro du moteur est déterminé par une procédure d'alignement.
Dans le cas d'une mesure à haute résolution, il devient très long de stabiliser la position exacte des moteurs (la boucle de rétroaction génère des oscillations qui se réduisent au fur et à mesure). Dans ce cas, il est plus intéressant (gain de temps) de laisser le moteur se placer approximativement, puis de mesurer l'angle (mesure automatique, par exemple à l'aide d'un capteur optique).

### Goniomètre à deux cercles
Dans le cas le plus général, on a un goniomètre à deux cercles, c'est-à-dire que l'on détermine :
- l'angle d'incidence du faisceau de rayons X sur l'objet, angle appelé Ω dans le cas général, et θ en configuration Bragg-Brentano ;
- l'angle entre le faisceau incident et le faisceau détecté, appelé 2θ.

Le terme de « cercle » désigne en fait une motorisation permettant un mouvement circulaire, le terme plus exact serait « montage à deux axes motorisés ».
Dans ce montage Bragg-Brentano, l'échantillon a une orientation fixe par rapport au vecteur de diffraction (bissectrice entre le faisceau incident et le faisceau détecté). On adjoint parfois un dispositif permettant de faire tourner l'échantillon autour de son axe, appelé spinner, mais ce dispositif n'est pas considéré comme un cercle supplémentaire mais comme une manière de balayer complètement un échantillon supposé homogène (le faisceau a la forme d'un trait et n'éclaire qu'une portion réduite de l'échantillon).
On distingue deux configurations (on suppose ici une mesure en configuration Bragg-Brentano) :
- la configuration θ-2θ (« thêta-deux thêta ») : le tube à rayons X est fixe, l'échantillon bouge d'un angle θ et le détecteur de rayons X d'un angle 2θ ; c'est la configuration la plus courante, en effet, le tube étant le dispositif le plus lourd et le plus encombrant, il est plus simple de le fixer ;

- la configuration θ-θ (« thêta-thêta ») : l'échantillon reste fixe (horizontal), le tube et le détecteur bougent de manière symétrique d'un angle θ ; ceci permet de mesurer des poudres à des angles élevés (l'échantillon reste fixe), et facilite la mise en place de certains dispositifs comme un four autour de l'échantillon.

### Goniomètre à trois et quatre cercles

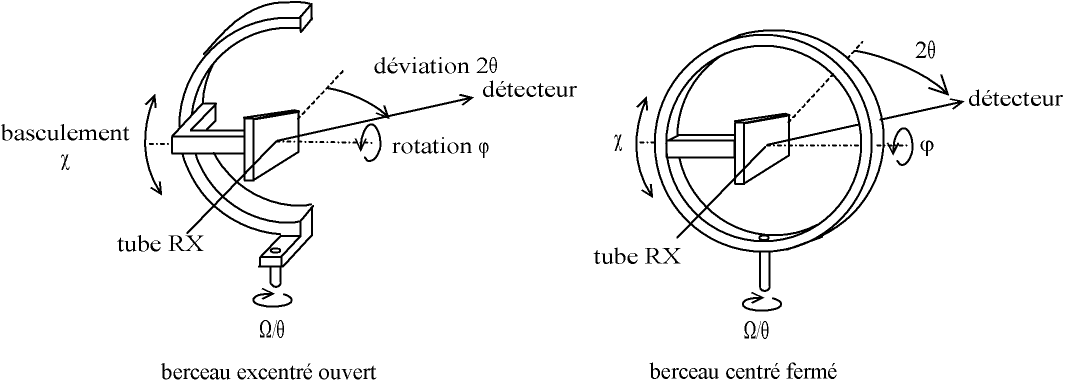
Berceaux d'Euler

Orientation de l'échantillon avec trois axes motorisés.

Dans certains cas, on s'intéresse à l'anisotropie de l'échantillon ; c'est par exemple le cas de la texture (orientation cristalline préférentielle), de la mesure des contraintes, ou de la détermination de la structure cristalline à partir d'un monocristal. Le faisceau incident a ici une forme ponctuelle, il éclaire un petit disque sur l'échantillon.
Dans ce cas, il faut pouvoir orienter l'échantillon dans toutes les directions de l'espace, ce qui suppose trois axes de rotation, auquel s'ajoute la position du détecteur ; on a donc quatre axes motorisés, le dispositif est dit à « quatre cercles ».
Dans le cas d'un échantillon polycristallin, le dispositif s'appelle un « berceau d'Euler » (Euler cradle), par comparaison aux angles d'Euler. Ce berceau d'Euler peut être centré ou excentré, il peut être ouvert ou fermé ; les berceaux ouverts et excentrés peuvent accueillir des échantillons plus volumineux, mais ils sont plus compliqués à réaliser.
L'échantillon est mis en place sur une platine motorisée ; celle-ci peut bouger selon les trois axes (x,y,z) pour permettre de positionner le centre de l'échantillon au point de référence. Dans tous les cas, le tube est fixe, et dans la position de référence, le plan de l'échantillon est vertical (le détecteur se déplace selon un cercle horizontal).

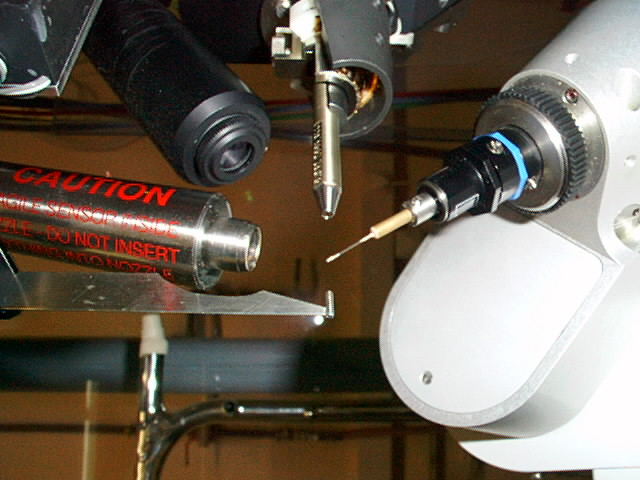
Goniomètre d'un diffractomètre à monocristal.

Dans le cas d'un échantillon monocristallin, celui-ci est collé sur une « tête d'épingle » orientable.
Dans la photographie ci-contre, le goniomètre est le matériel en blanc à droite: il sert à manipuler par rotation (très précise) ; un microcristal pur d'une molécule dont on veut connaître la structure dans le faisceau de rayons X monochromatique (tube effilé du haut) est placé au bout de l'aiguille au centre.
Une caméra CCD spéciale rayons X (à gauche avec des lettres rouges) recueille numériquement la position et l'intensité des taches de diffractions.
Puisque la position des taches de diffraction est repérée par la caméra, celle-ci n'est pas orientable ; on a donc un goniomètre à trois cercles.
Une caméra vidéo (tube noir en haut à gauche) aide pour un premier positionnement et centrage du cristal dans le faisceau de rayons X.
Ces mesures traitées par ordinateur permettent par transformée de Fourier de reconstituer l'image du cristal et surtout de la molécule de base qui le compose.
Remarque : on a utilisé cet instrument pour illustrer les modèles sciences, physique car les rayons X ont eu un rôle déterminant dans l'évolution des sciences.

## Radiogoniométrie

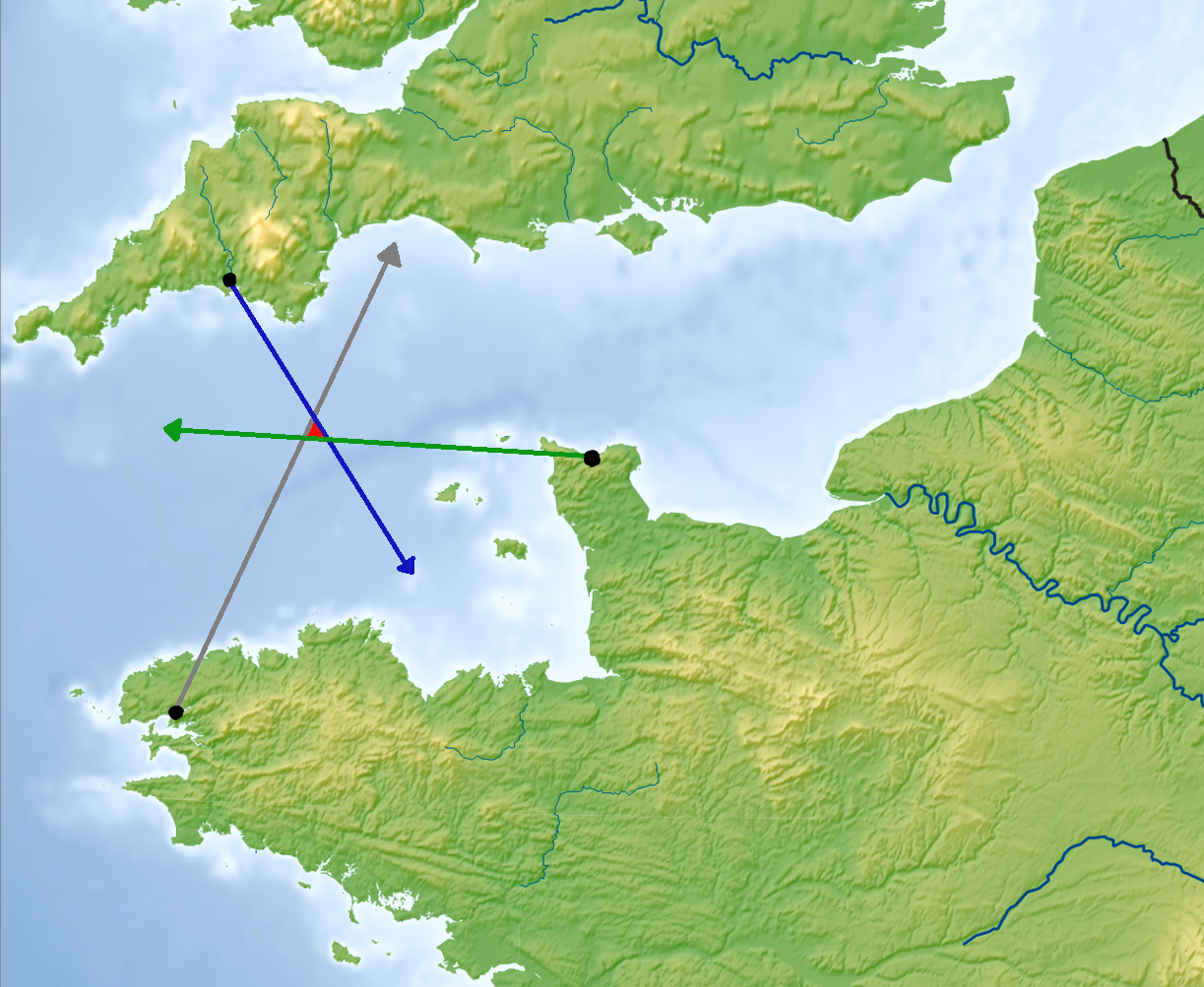
Radiogoniométrie sur les fréquences: 410 kHz, 500 kHz, 2182 kHz, 121.5 MHz et 156.8 MHz pour la détermination précise par triangulation du lieu d'émission radio.

La radiogoniométrie permet à un récepteur radio muni d'un goniomètre de repérer la direction (gisement en navigation) d'un émetteur fixe : balise, émetteur illégal ou hostile, ou d'un émetteur mobile : radiotracking.
Les premiers radiophares pour la navigation maritime ont été mis en place en 1911 à la sortie de la rade de Brest pour ce qui sera plus tard le rail d'Ouessant. Ils sont maintenant obsolètes avec le GPS et ont arrêté d'émettre.
Pour la navigation aérienne, la première balise française ADF date de 1925 à Orly. Elles disparaissent également progressivement.